# Faustí Llaveries i Viladomiu
Faustí Llaveries i Viladomiu (Puig-reig 1898-1982), escrit també Llaverias després de 1939, va ser un metge rural, implicat en la política municipal durant la República, i benefactor del poble de Puig-reig. La fundació que porta el seu nom va gestionar la creació i manteniment de la Llar d'Avis Doctor Faustí Llaverias de Puig-reig.

## Biografia
El doctor Faustí Llaveries Viladomiu, nascut a Puig-reig el 1898, era el fill gran del matrimoni format per Josep Llaveries i Labró, també metge, i de Maria Viladomiu, filla de Josep Viladomiu i Bertran, de Cal Xic-Rei, germà petit de l'amo i fundador de la colònia Viladomiu Vell. La seva germana Maria, que era mestra, fou l'esposa de l'escriptor, Joaquim Amat-Piniella. Faustí Llaveries estudià medicina a la Universitat de Barcelona. Un cop acabada la carrera s'instal·là a Puig-reig per exercir la medicina, al principi, al costat del seu pare. Les seves afeccions eren el futbol, la caça, la lectura i la política. Fou un dels impulsors de l'afició pel futbol al poble de Puig-reig, que va acabar amb la creació del C. E. Puig-reig, ja que el 1914, amb 17 anys, i mentre estudiava medicina a Barcelona, seguia els partits del F. C. Barcelona, del qual el seu oncle era un dels directius.
L'any 1931 es va presentar a les eleccions municipals, juntament amb els seus amics, a la llista d'Esquerra Republicana de Catalunya. Era un grup de joves entusiastes i interessats en la política. La seva llista guanyà les eleccions del 14 d'abril i formà el govern municipal. Faustí Llaveries fou regidor de sanitat i de cultura, al costat d'altres membres del govern que eren els seus amics: Ramon Argelagués Circuns, l'escrivent de ca l'Obradors, Josep Obradors Riu, Antoni Coma, que fou alcalde durant 10 mesos, Àngel Serra de cal Peu Pla, alcalde de 1932 a 1938, i l'Àngel Badia, l'escrivent de cal Pons.
Durant els difícils anys de la Guerra Civil (1936-39) va fer extraordinaris esforços per mantenir la pau i el respecte entre els seus conciutadans. En aquest període convuls Puig-reig va destacar per ser un dels pocs pobles en què, essent governats per les esquerres, no va haver-hi atacs ni a famílies de dretes ni a religiosos, com en el cas de la comunitat religiosa de monges de la congregació de Carmelites de Sant Josep, que des del 1926 s'encarregaven de l'Hospital de pobres i malalts, les quals no van ser mai violentades ni van haver d'abandonar la seva tasca ni el poble.
El febrer de 1939, davant l'arribada imminent de l'exèrcit franquista i aconsellat per amics, abandonà Puig-reig a contracor, ja que la seva argumentació era “jo no he fet mal a ningú, no em faran pas res”. Després d'amagar-se a l'Hospital de Puig-reig el temps just per preparar la seva fugida, va exiliar-se a Andorra durant 18 anys.
Tornà a Puig-reig l'any 1947, reclamat tant per la gent del poble com per les autoritats locals franquistes. Una llarga llista de persones fidels al règim, encapçalats per l'alcalde del moment, Honorato Guitart, que era també cap de la Falange de Puig-reig, van avalar-lo per tal que tornés, de manera que tornà a exercir com a metge del poble fins a la seva jubilació. Ell, juntament amb la seva esposa Antonieta, van instal·lar-se en un pis de ca l'Obradors, a la Plaça de Sant Martí; el pis incloïa també el consultori, sempre obert a tothom les vint-i-quatre hores del dia fins a la seva jubilació, l'any 1968.
El doctor Llaveries, que no va tenir mai fills, va morir el 1982, ja vell, malalt i sol, a la residència de la tercera edat de Puig-reig reconvertida de l'antic Hospital de Pobres de Sant Josep que havien fundat l'any 1926 els fabricants.

## Personalitat i contribució
Faustí Llaveries era un home de caràcter; sovint rabiüt, de vegades massa eixut, però sempre un bon metge. No va tenir fills, no es deixava retratar i no li agradaven els afalacs ni els reconeixements. Molta gent recorda que, amb motiu de la seva jubilació l'Ajuntament va voler dedicar-li una plaça i ell no ho va voler de cap manera; tampoc no va voler mai cap mena de reconeixement oficial.
El doctor Llaveries és recordat per la seva extraordinària predisposició a atendre a domicili els malalts que ho necessitaven, tenint en compte la dificultat dels desplaçaments a l'època, de vegades per camins intransitables o condicions meteorològiques adverses. Les seves recomanacions anaven més encarades a mantenir hàbits higienistes i una bona alimentació més que receptar medicines, i sovint s'havia d'enfrontar amb les creences, pràctiques i remeis casolans i en el curanderisme, pràctiques que no tolerava de cap de les maneres. També atenia els parts sovint només amb l'ajuda de la llevadora. Una de les seves principals contribucions, com a metge titular i a sou de l'Ajuntament, fou la participació en iniciatives a favor de la purificació de les aigües, que anaven directament relacionades amb el control de les malalties infeccioses.

## Llegat
Llaveries gaudí sempre d'una posició econòmica benestant; no va tenir fills i va llegar tot el seu patrimoni al poble de Puig-reig creant una fundació que porta el seu nom, Fundació Llar d'Avis Doctor Faustí Llaverias i que havia de tenir com a objectiu construir i dotar un edifici com a Llar dels Jubilats, un espai on aquest sector de la població pogués trobar esbarjo, cultura, activitats de relació i d'amistat. Aquest edifici, la Llar d'Avis Doctor Llaverias, situat al carrer Lleida 1, compleix avui una important tasca social i cultural, ja que alberga tant activitats per a la tercera edat (cursos, tallers, balls, o entitats com Mans Solidàries, una ONG d'àvies que fan i venen labors manuals amb fins benèfics), com activitats obertes a tot el poble, a la Sala d'Actes Dr. Llaveries, on se celebren conferències, concerts, espectacles... com el Fòrum 10 que organitza Ràdio Puig-reig.